# Нокс, Бернард
Бернард Нокс (англ. Bernard MacGregor Walker Knox; 24.11.1914, Брадфорд, Англия — 22.07.2010, Бетесда, штат Мэриленд, США) — англо-американский филолог-классик.
Профессор Гарварда (с 1961 года; эмерит), а до того — Йеля (с 1959 года), где получил докторскую степень. Первый директор Центра греческих исследований Гарвардского университета. Его наиболее известная работа посвящена Софоклу. Эссеист.
В 1992 году Национальный гуманитарный фонд (США) выбрал его для чтения лекции имени Джефферсона.

## Биография
Сын пианиста. Вырос в Лондоне.
Окончил кембриджский колледж Св. Иоанна (бакалавр искусств по классике, 1936), где учился с 1933 года. Степень магистра искусств получил в Гарварде, а степень доктора философии по классике — в 1948 году в Йеле, где затем преподавал, с 1959 года — профессор.
Ещё в Кембридже примкнул к левым, антифашист.
Спустя несколько месяцев после окончания колледжа уехал в Испанию для участия добровольцем в Испанской гражданской войне на стороне республиканцев, был тяжело ранен. Вернулся на родину для лечения. В 1939 году эмигрировал в США, где женился. Три года преподавал латынь в частной школе в Коннектикуте.
После нападения на Перл-Харбор, в 1942 году вступил в армию США.
Служил в Управлении стратегических служб, капитан (1944).
С 1943 года гражданин США.
С 1947 года аспирант в Йеле. Там у него учился Роберт Фэглз, с которым они станут друзьями. Питер Стански рассказывал следующий эпизод о временах маккартизма: "В Йельском университете (он окончит его в 1953 - прим.) я прослушал совершенно потрясающий курс по древнегреческому театру, который вел великий классицист Бернард Нокс. Теперь Нокс был британским ветераном Интернациональных бригад. В Испании он воевал вместе с поэтом Джоном Корнфордом, погибшим в начале войны. Нокс даже участвовал в работе над мемориальной книгой, посвященной Корнфорду, опубликованной в 1938 году. На первом курсе я написал доклад о Корнфорде для замечательного семинара, который проводил историк Леонард Кригер. В своем тексте мне пришло в голову упомянуть, что профессор Нокс из Йельского университета сам воевал с Корнфордом в Испании. Ну, Кригер вызвал меня к себе в кабинет и отругал: я не должен был упоминать его коллегу. И это была семинарская работа, которую мог прочитать только Кригер!"
В 1961-1985 годах директор вашингтонского Центра греческих исследований Гарвардского университета. Профессор греческого Гарварда (эмерит).
Умер от сердечного приступа.
В 1939 году женился на американке Бетти (Betty Baur, ум. 2006), с которой познакомился в Кембридже. Их сын стал историком.
Лауреат премий. Стипендиат Гуггенхайма.
Был отмечен военными наградами.
Книги
- The Oldest Dead White European Males: And Other Reflections On The Classics